# Марупов, Рахим Марупович
Рахим Марупович Марупов (27 ноября 1936 — 12 января 2020) — советский и таджикский физик, академик АН РТ.

## Биография
Родился 27 ноября 1936 года.
Окончил Таджикский государственный университет имени В. И. Ленина (1959) по специальности «Физика». Работал там же ассистентом кафедры.
В 1960—1963 — аспирант Института физики АН Белоруссии.
- 1966—1986 — заместитель директора Физико-технического института им. С. У. Умарова АН Таджикской ССР,
- 1986—1991 — зав. кафедрой физических полимеров Физико-технического института им. С. У. Умарова,
- 1991—1999 — директор Физико-технического института им. С. У. Умарова
- 2002—2005 — почётный директор Физико-технического института им. С. У. Умарова
- с 2005 г. — учёный секретарь Физико-технического института им. С. У. Умарова.

Область научных интересов — спектроскопия полимеров.
Доктор технических наук (1985), тема диссертации «Спектроскопия хлопка», профессор (1990). Академик АН РТ (08.07.1997).
Сочинения:
- Исследования инфракрасных спекторов целлюлёзы и новых типов её производных. — Д., 1964;
- Спектроскопия хлопка. — М., 1976;
- Результаты исследования заболевания хлопчатника вилтом в условиях Таджикистана. — Д., 1976;
- Спектроскопия волокно-образующих полимеров. — Д., 1977;
- Молекулярная динамика целлюлёзного волокна. — Д., 1995.

## Звания и награды
- Орден «Дустлик» (29 августа 2018 года, Узбекистан) — за большой вклад в укрепление многовековых отношений дружбы и добрососедства между братскими народами Узбекистана и Таджикистана, активную и плодотворную деятельность по расширению культурно-гуманитарных связей, бережному сохранению и приумножению общего исторического наследия, духовных ценностей и традиций, заслуги в развитии взаимовыгодного торгово-экономического сотрудничества, всестороннего стратегического партнерства наших стран[2].
- Заслуженный деятель науки Таджикистана.
- Лауреат Государственной премии имени Абуали ибн Сино в области науки и техники.